# ناثانيل ليون
ناثانيل ليون (بالإنجليزية: Nathaniel Lyon)‏ هو ضابط أمريكي، ولد في 14 يوليو 1818 في Ashford, Connecticut ‏ في الولايات المتحدة، وتوفي في 10 أغسطس 1861 في سبرينغفيلد في الولايات المتحدة بسبب قتل في المعركة.

## وصلات خارجية
- ناثانيل ليون على موقع الموسوعة البريطانية (الإنجليزية)